# بابية أزلية
البابية الأزلية أو البابية (المصطلح الأكثر استعمالاً هو البيانية الأزلية وهي نفسها البيانية ) هي طائفة دينة ظهرت في القرن التاسع عشر الميلادي على يد الميرزا يحيى النوري المازندراني والمعروف بلقب "صبح أزل. 

## تاريخ الازلية
انظر أيضا تاريخ البهائية
وبسبب المكانة الاجتماعية البارزة لبهاءالله، وهو شخصيةٌ بابيةٌ بارزةٌ في ذلك الوقت، ومذكرة الإعدام التي صدرت ضده بالفعل (من قبل محمد شاه قبل وقتٍ قصيرٍ من وفاة الملك)، فقد تم توخي الحذر الشديد لتجنب وضعه تحت المجهر. حتى رسائل الباب إلى بهاءالله جاءت باسم شقيقه الأصغر ميرزا يحيى (صبح أزل). الخطر الذي هدّد بهاءالله كان من أمير كبير. وفقًا لنادر السعيدي، إذا كان أمير كبير على علمٍ بالدور الرئيسي الذي كان يلعبه بهاءالله في المجتمع البابي، لكان قد أعدمه. توصّل بهاءالله وميرزا يحيى وأحد أمناء الباب إلى اتفاقٍ ينصّ على أنه من أجل حماية بهاءالله، سيتم الاعتراف بالأخ الأصغر كرئيسٍ صوريٍ للطائفة البابية وسيتم إخفاؤه بعيدًا عن الأذى. وهذا من شأنه أن يترك لبهاءالله حريةً أكبر لمواصلة أنشطته كبابيٍ قياديٍ. وبناءً على ذلك، أرسل الباب رسالةً إلى ميرزا يحيى يسميه في القيادة الاسمية في انتظار الظهور الوشيك للموعود، والذي يشار إليه عادةً باسم "مَن يُظهِرُهُ الله" من قِبَل الباب. في ذلك الوقت، لم يكن ميرزا يحيى، الذي كان لا يزال مراهقًا، قد أظهر أبدًا رغبته في قيادة الحركة البابية، وكان لا يزال يعيش في منزل شقيقه الأكبر، بهاءالله. وفقًا لأمانت، يبدو من غير المرجح أن يكون ميرزا يحيى، وهو شابٌ لم يتجاوز عمره 18 عامًا، محطّ اهتمام الباب مباشرةً، خاصةً في الحالة التي مُنع فيها الباب من التواصل مع أتباعه في سجني ماكو وجهريق.
على عكس الديانات السابقة التي كانت فيها الإشارات إلى الشخصيات الموعودة في المستقبل عرضيةً وفقط بالإشارة والتلميح، فإن البيان بأكمله، أم الكتب في التشريع البابي، هو في الأساس خطابٌ عن شخصية موعود كل الأمم، أكبر منه، يشير إليها الباب على أنه "هو مَن يُظهِرُهُ الله". يناقش الباب دائمًا وحيه وأحكامه في سياق هذه الشخصية الموعودة. كان جوهر وهدف مهمة الباب، كما أكّد دائمًا، هو إعداد الناس لمجيئه. يصف الباب الموعود المنتظر بأنه أصل كل الصفات الإلهية، ويذكر أن أمره يعادل أمر الله. يطلب من أتباعه تحري الحقيقة والبحث عن الموعود، والتعرف عليه من واقع أعماله وصفاته الجوهرية، وليس بسبب أي أسبابٍ خارجةٍ عنه. حتى أنه يحذرهم من حرمانهم من الموعود من خلال الجدال ضده، بنفس الطريقة التي عارض بها أتباع الديانات السابقة الرسول التالي أثناء الاستشهاد بكتبهم المقدسة. علاوةً على ذلك، يتحدث الباب عن قرب مجيء الموعود ويشير إلى وقت مجيئه على أنه العام التاسع والتاسع عشر.
في عام 1863م، بعد تسعة عشر عامًا من إعلان الباب عن دعوته، أعلن بهاءالله، برفقة أصحابه في العراق، وفي وقتٍ لاحقٍ في عام 1866م في أدرنة، بصفةٍ علنيّةٍ أكثر، أنه الشخصية التي وعد بها الباب. آمن به معظم البابيين وأصبحوا يُعرفون فيما بعد باسم البهائيين.
بالنسبة لمجموعةٍ صغيرةٍ من البابيين الذين لم يعترفوا ببهاءالله، ظل ميرزا يحيى زعيمهم حتى وفاته في عام 1912م، وأصبحوا يُعرفون باسم الأزليّين أو الأزليّ البابيّين.

### الخلافة والتولي
لا تزال خلافة يحي أزل محل نزاعٍ. وتفيد المصادر البهائية أن 11 من أصل 18 "شاهدًا" عيّنهم ميرزا يحيى للإشراف على الطائفة البابية أصبحوا بهائيين، كما فعل ابنه. الرجل الذي يزعم أن ميرزا يحيى عيّنه ليخلفه، هادي دولت آبادي، تراجع علنًا في وقتٍ لاحقٍ عن إيمانه بالباب وميرزا يحيى. لدى البهائيين اليوم عدة ملايين من الأتباع، في حين أن تقديرات عدد الأزليّين عمومًا حوالي ألف في إيران، ويبدو أن أي تنظيمٍ لهم قد انقرض.

## وصلات خارجية
- مقالة عن التعريف بالعقيدة البابية (إنكليزي)
- صبح ازل في البابية (إنكليزي)
- مقالة عن حسين علي النوري في البابية (إنكليزي)
- الديانة الازلية (إنكليزي)
- الخلاف بين صبح ازل والبهاء (إنكليزي)